# Brussels Cycling Classic 2021
La 101e édition de la Brussels Cycling Classic, une course cycliste masculine sur route, a lieu en Belgique le 28 août 2021. L'épreuve est disputée entre Bruxelles et Bruxelles. Elle fait partie du calendrier UCI ProSeries 2021 (deuxième niveau mondial) en catégorie 1.Pro.

## Parcours
Le départ est donné à Bruxelles dans le parc du Cinquantenaire et l'arrivée se situe aussi à Bruxelles sur l'avenue Houba-de Strooper, dans le quartier de l'Atomium. Cette année, les coureurs se rendent dans la région de Grammont pour un double passage du Mur de Grammont, du Bosberg et du Congoberg. Le dernier passage au Mur de Grammont se situe à une cinquantaine de kilomètres de l'arrivée. Dans la dernière partie de la course, les coureurs franchissent deux nouveaux secteurs pavés à Leeuw-Saint-Pierre (Brabantsebaan : 2 km) et à Lennik (Rosweg : 1 km) puis grimpent la courte côte d'Eksterstraat (250 mètres à 7% de moyenne) à 14 kilomètres de l'arrivée.

## Équipes participantes
| WorldTeams (6)- Cofidis - Deceuninck-Quick Step - Intermarché-Wanty-Gobert Matériaux - Lotto Soudal - Qhubeka NextHash - UAE Team Emirates ProTeams (9)- Alpecin-Fenix - Arkéa-Samsic - B&B Hotels p/b KTM - Bingoal Pauwels Sauces WB - Team Novo Nordisk - Sport Vlaanderen-Baloise - TotalEnergies - Uno-X Pro Cycling Team - Vini Zabù Équipes continentales (5)- BEAT Cycling - Canyon dhb SunGod - Hagens Berman Axeon - Tarteletto-Isorex - Trinity Racing |
| |

## Favoris
Les deux grands favoris de cette course sont le jeune Belge Remco Evenepoel qui vient de remporter les deux dernières courses auxquelles il a participé : le Tour du Danemark et la Course des raisins à Overijse et son compatriote Tim Merlier (Alpecin Fenix), vainqueur de l'édition 2020. Parmi les autres favoris, on cite leur compatriote Aimé De Gendt (Intermarché-Wanty Gobert) mais aussi le Colombien Fernando Gaviria (UAE) en cas d'arrivée au sprint.

## Déroulement de l'étape
Alors qu'un groupe de sept échappés était en tête depuis la première partie de l'épreuve, la course prend tournure à 80 kilomètres de l'arrivée lors de la première ascension du Mur de Grammont quand Victor Campenaerts (Qhubeka) place une attaque depuis le peloton. Il est rapidement suivi par Remco Evenepoel (Deceuninck-Quick Step) puis par Philippe Gilbert et Tosh Van der Sande (Lotto Soudal), Aimé De Gendt (Intermarché-Wanty Gobert), Brandon McNulty et Marc Hirschi (UAE). Ces sept hommes reviennent sur les sept échappés puis les lâchent les uns après les autres et se retrouvent donc en tête après la seconde montée du Mur de Grammont. A 19 kilomètres du terme, un incident de course va orienter la suite des événements : cinq des sept coureurs en tête prennent une mauvaise direction à un carrefour alors que Evenepoel et De Gendt continuent seuls dans la bonne direction vers l'arrivée. À 11 kilomètres de l'arrivée, Remco Evenepoel accélère dans un faux plat montant et lâche irrémédiablement De Gendt pour l'emporter en solitaire à Bruxelles.

## Classements

### Classement final
| \| Classement général \| Classement général \| Classement général \| Classement général \| Classement général \| \| Coureur \| Coureur \| Pays \| Équipe \| Temps \| \| ------------------ \| ------------------ \| ------------------ \| ---------------------------------- \| ------------------ \| \| 1er \| Remco Evenepoel \| Belgique \| Deceuninck-Quick Step \| 4 h 28 min 30 s \| \| 2e \| Aimé De Gendt \| Belgique \| Intermarché-Wanty-Gobert Matériaux \| + 50 s \| \| 3e \| Tosh Van der Sande \| Belgique \| Lotto-Soudal \| + 2 min 14 s \| \| 4e \| Philippe Gilbert \| Belgique \| Lotto-Soudal \| + 2 min 14 s \| \| 5e \| Marc Hirschi \| Suisse \| UAE Team Emirates \| + 2 min 14 s \| \| 6e \| Brandon McNulty \| États-Unis \| UAE Team Emirates \| + 2 min 14 s \| \| 7e \| Tim Merlier \| Belgique \| Alpecin-Fenix \| + 2 min 16 s \| \| 8e \| Danny van Poppel \| Pays-Bas \| Intermarché-Wanty-Gobert Matériaux \| + 2 min 16 s \| \| 9e \| Jérémy Lecroq \| France \| B&B Hotels p/b KTM \| + 2 min 16 s \| \| 10e \| Fernando Gaviria \| Colombie \| UAE Team Emirates \| + 2 min 16 s \| |                    |            |                                    |                 |
| |                    |            |                                    |                 |
| Source : ProCyclingStats |                    |            |                                    |                 |
| Classement général |                    |            |                                    |                 |
| Coureur | Coureur            | Pays       | Équipe                             | Temps           |
| 1er | Remco Evenepoel    | Belgique   | Deceuninck-Quick Step              | 4 h 28 min 30 s |
| 2e | Aimé De Gendt      | Belgique   | Intermarché-Wanty-Gobert Matériaux | + 50 s          |
| 3e | Tosh Van der Sande | Belgique   | Lotto-Soudal                       | + 2 min 14 s    |
| 4e | Philippe Gilbert   | Belgique   | Lotto-Soudal                       | + 2 min 14 s    |
| 5e | Marc Hirschi       | Suisse     | UAE Team Emirates                  | + 2 min 14 s    |
| 6e | Brandon McNulty    | États-Unis | UAE Team Emirates                  | + 2 min 14 s    |
| 7e | Tim Merlier        | Belgique   | Alpecin-Fenix                      | + 2 min 16 s    |
| 8e | Danny van Poppel   | Pays-Bas   | Intermarché-Wanty-Gobert Matériaux | + 2 min 16 s    |
| 9e | Jérémy Lecroq      | France     | B&B Hotels p/b KTM                 | + 2 min 16 s    |
| 10e | Fernando Gaviria   | Colombie   | UAE Team Emirates                  | + 2 min 16 s    |

### Classements UCI
La course attribue des points au Classement mondial UCI 2021 selon le barème suivant.
| Position           | 1er | 2e  | 3e  | 4e  | 5e | 6e | 7e | 8e | 9e | 10e | 11e | 12e | 13e | 14e | 15e | 16e à 30e | 31e à 40e |
| Classement général | 200 | 150 | 125 | 100 | 85 | 70 | 60 | 50 | 40 | 35  | 30  | 25  | 20  | 15  | 10  | 5         | 3         |